# Muzeum Łąki w Owczarach
Muzeum Łąki w Owczarach – wystawa przyrodnicza poświęcona ekosystemom trawiastym Polski i świata w Stacji Terenowej Klubu Przyrodników w Owczarach.

## Opis
Obok znajduje się gospodarstwo, hodowane są owce rzadkiej rasy wrzosówka, kozy oraz koniki polskie. Przy stacji znajduje się obszar chroniony „Owczary”, będący społecznym rezerwatem przyrody chroniącym murawy kserotermiczne z gatunkami stepowymi, takimi jak m.in. ostnica Jana, ostnica włosowata, pajęcznica liliowata, mikołajek polny. Murawy można zwiedzać ścieżką przyrodniczą. W budynku stacji znajduje się również schronisko turystyczne.